# Plectrocnemia furcata
Plectrocnemia furcata is een fossiele soort schietmot uit de familie Polycentropodidae.